# تاراج رم
تاراج رم (ایتالیایی: Il Sacco di Roma) فیلم صامت درام تاریخی با کارگردانی انریکو گواتسونی و جولیو آریستیده سارتوریو است که در سال ۱۹۲۰ منتشر شد.